# Monttea schickendantzii
Monttea schickendantzii är en grobladsväxtart som beskrevs av August Heinrich Rudolf Grisebach. Monttea schickendantzii ingår i släktet Monttea och familjen grobladsväxter. Inga underarter finns listade i Catalogue of Life.